# Шульпае
Шульпае («Блистающий юноша») — шумерский бог-воин, покровитель искусств и институтов цивилизации, бог домашних и диких животных. Ассоциировался с производящей силой животного царства, а также богом пиршеств (Энума элиш ему приписывает устроение первого по сотворении мира пира), но у него была также и дьявольская сторона, он рассматривался как демон, насылающий эпидемии.
В астрологии он был связан с планетой Юпитер.
Его женой была Нинхурсаг либо Мами. Среди их детей — сын Мулулил, умирающий бог, чью смерть оплакивали в ранних ритуалах.
В некоторых текстах Шульпае — одно из имён верховного божества Мардука.